# Marat Apšacev
Marat Robertovič Apšacev (in russo Марат Робертович Апшацев?; Nal'čik, 27 maggio 2001) è un calciatore russo, centrocampista del Rubin.

## Carriera

### Club
Cresciuto nel settore giovanile dello Spartak Nal'čik, ha esordito in prima squadra il 3 settembre 2015 disputando l'incontro di PPF Ligi pareggiato 1-1 contro il Legion Dinamo. Dopo aver militato per tre stagioni nella seconda divisione russa, nel luglio 2021 viene acquistato dal Čajka Pesčanopskoe, con il quale non viene schierato in incontri ufficiali, così nel mese di settembre viene ceduto al Tom' Tomsk, formazione della seconda divisione russa. Nel dicembre 2021 firma con il Rubin, unendosi ufficialmente al club a partire dal 1º gennaio 2022, e il 28 febbraio successivo debutta in Prem'er-Liga, nell'incontro perso per 3-2 sul campo dello Zenit San Pietroburgo.

### Nazionale
Nel 2019 ha giocato 3 partite con la nazionale russa Under-18, realizzandovi anche una rete.

## Statistiche

### Presenze e reti nei club
Statistiche aggiornate al 16 aprile 2022.
| Stagione        | Squadra         | Campionato      | Campionato | Campionato | Coppe nazionali | Coppe nazionali | Coppe nazionali | Coppe continentali | Coppe continentali | Coppe continentali | Altre coppe | Altre coppe | Altre coppe | Totale | Totale |
| Stagione        | Squadra         | Comp            | Pres       | Reti       | Comp            | Pres            | Reti            | Comp               | Pres               | Reti               | Comp        | Pres        | Reti        | Pres   | Reti   |
| --------------- | --------------- | --------------- | ---------- | ---------- | --------------- | --------------- | --------------- | ------------------ | ------------------ | ------------------ | ----------- | ----------- | ----------- | ------ | ------ |
| 2018-2019       | Spartak Nal'čik | 2D              | 21         | 0          | CR              | 1               | 0               |                    | -                  | -                  |             | -           | -           | 11     | 0      |
| 2019-2020       | Spartak Nal'čik | 2D              | 18         | 1          | CR              | 1               | 0               |                    | -                  | -                  |             | -           | -           | 19     | 1      |
| 2020-2021       | Spartak Nal'čik | 2D              | 30         | 3          | CR              | 2               | 0               |                    | -                  | -                  |             | -           | -           | 32     | 3      |
| 2021-gen. 2022  | Tom' Tomsk      | 1D              | 9          | 0          | CR              | 0               | 0               |                    | -                  | -                  |             | -           | -           | 9      | 0      |
| gen.-giu. 2022  | Rubin           | PL              | 4          | 0          | CR              | 1               | 0               |                    | -                  | -                  |             | -           | -           | 5      | 0      |
| Totale carriera | Totale carriera | Totale carriera | 82         | 4          |                 | 5               | 0               |                    | -                  | -                  |             | -           | -           | 87     | 4      |

## Palmarès

### Club

#### Competizioni nazionali
- Pervaja Liga: 1

Rubin: 2022-2023